# Зыково (Липецкая область)
Зы́ково — село Гагаринского сельсовета Лев-Толстовского района Липецкой области.

## Географическое положение
Село расположено на берегу реки Ягодная Ряса в 8 км на восток от центра поселения села Гагарино и в 34 км на северо-восток от райцентра посёлка Лев Толстой.

## История
До построения в Зыково отдельной церкви приход относился к с. Никольское (Гагарино). В 1880 г. прихожанами, которые внесли на строительство 4000 руб., была построена деревянная церковь Покрова Пресвятой Богородицы. Храм имел крестообразную форму, длина 10 аршин, ширина — 5 сажень. С 5 ноября 1886 г. при Покровском храме действовала церковно-приходская школа для мальчиков. В 1900 г. на средства местной землевладелице, вдовы камер-юнкера двора Его Императорского Величества Любови Васильевны Инсарской были оштукатурены и окрашены стены и потолки в храме, сделаны вторые, зимние рамы в окнах, прибавлены 4 образа во втором ярусе иконостаса, а также окрашены масляной краской крыша, наружные стены храма и кровля на ограде. В этом же году приобретен новый колокол вместо разбитого старого в 39 пуд.
В 1908 г. деревянный Покровский храм сгорел в пожаре, и на полученную приходом страховую премию была построена и освящена 19 июля т. г. священником Александром Ольгиным деревянная церковь прежнего храмонаименования. В это же время велась постройка каменного храма, который в 1910 г. уже был «выложен до карниза». По данным клировой ведомости за 1915 г., «кладка стен и колокольни» каменного храма были закончены. Окончание постройки и отделки каменного храма в с. Зыково пришлось уже на послереволюционные годы, и, по свидетельству самих жителей села, далось им нелегко. 15/28 апреля 1919 г. прихожане священник Покровского храма Александр Чучкин подали священноначалию прошение об освящении вновь построенного храма, «… так как заменяющая храм-моленная, построенная в 1908 г. на месте сгоревшего деревянного», обветшала и грозит падением. К прошению прилагалась опись вновь выстроенного во имя Покрова Пресвятой Богородицы храма. В конце 1930-х гг. он был закрыт и в последующее время использовался местным хозяйством в качестве склада зерна.
В XIX — начале XX века село входило в состав Гагинской волости Раненбургского уезда Рязанской губернии. В 1906 году в селе было 102 дворов.
С 1928 года село входило в состав Гагаринского сельсовета Троекуровского района Козловского округа Центрально-Чернозёмной области, с 1954 года — в составе Липецкой области, с 1965 года — в составе Лев-Толстовского района.

## Население
| 1859 | 1897  | 1906  | 2000 | 2010 |
| ---- | ----- | ----- | ---- | ---- |
| 823  | ↗1027 | ↗1228 | ↘25  | ↘18  |

## Достопримечательности
В селе расположена недействующая Церковь Покрова Пресвятой Богородицы (1919).